# Coupe des îles Féroé de football 1962
Navigation
Løgmanssteypið 1961 Løgmanssteypið 1963
La Coupe des Îles Féroé 1962 de football est la 8e édition de la Løgmanssteypið (Trophée du Premier Ministre). 
La finale du tournoi se disputa à Tórshavn au stade Gundadalur.
Le HB Tórshavn fut le vainqueur. C'est le quatrième titre du club.

## Format
Prenant place sur deux jours à Tórshavn, la compétition se composa en une demi-finale et la finale. Seules les équipes de Meistaradeildin 1962 (Division des Champions) participèrent à la compétition. Le KÍ Klaksvík ne participa pas à la compétition. Le TB Tvøroyri va directement en finale.

## Clubs participants
| \| B36 HB TB \| Localisation des clubs engagés dans la coupe nationale 1962. |
| B36 HB TB                                                                    |

- B36 Tórshavn - Meistaradeildin
- HB Tórshavn - Meistaradeildin
- TB Tvøroyri - Meistaradeildin Tenant du Titre

## Résultats

### Demi-finale
| Date               | Équipe 1     | Résultat | Équipe 2    |
| ------------------ | ------------ | -------- | ----------- |
| 1er septembre 1962 | B36 Tórshavn | 0-6      | HB Tórshavn |

### Finale
| 2 septembre 1962 | HB Tórshavn | 2-1 ap     | TB Tvøroyri | Gundadalur, Tórshavn |
|                  |             | (0-1, 1-1) |             |                      |